# Wonderwall Music
Wonderwall Music — дебютный сольный альбом Джорджа Харрисона, вышедший в 1968 году, саундтрек к фильму Wonderwall.

## Об альбоме
Альбом состоит из инструментальных композиций, на некоторые из которых был включён неанглийский вокал и замедленная речь. Wonderwall Music был первым официальным сольным альбомом одного из участников The Beatles. Запись альбома началась в ноябре-декабре 1967 года в Англии, в январе 1968 года в Бомбее и завершена в феврале 1968 года в Англии. Во время индийской сессии записи альбома были также записаны инструментальные треки песни «The Inner Light», вышедшей на стороне «Б» сингла «Lady Madonna», который стал последним синглом The Beatles на лейбле Parlophone Records.
В списке исполнителей в ряде случаев Джордж Харрисон, Эрик Клэптон и Ринго Старр значатся под своими псевдонимами. Имя Харрисона упоминается только как продюсера, аранжировщика и автора песен альбома. В записи альбома также принял участие Питер Торк из The Monkees, сыгравший на банджо, позаимствованном у Пола Маккартни.
Автором всех композиций был Джордж Харрисон. Wonderwall Music вышел за несколько недель до альбома The Beatles и стал первым альбомом, изданным незадолго до того основанным лейблом Apple Records. Ремастированная версия альбома вышла на CD в 1992 году.
Wonderwall Music не попал в британские чарты, но достиг 49-й позиции в США.

## Список композиций
Все композиции авторства Джорджа Харрисона.
1. «Microbes» — 3:42
2. «Red Lady Too» — 1:56
3. «Tabla and Pakavaj» — 1:05
4. «In the Park» — 4:08
5. «Drilling a Home» — 3:08
6. «Guru Vandana» — 1:05
7. «Greasy Legs» — 1:28
8. «Ski-ing» — 1:50
9. «Gat Kirwani» — 1:15
10. «Dream Scene» — 5:26
11. «Party Seacombe» — 4:34
12. «Love Scene» — 4:17
13. «Crying» — 1:15
14. «Cowboy Music» — 1:29
15. «Fantasy Sequins» — 1:50
16. «On the Bed» — 2:22
17. «Glass Box» — 1:05
18. «Wonderwall to Be Here» — 1:25
19. «Singing Om» — 1:54

Треки 2, 5, 8, 10, 11, 14, 17 и 18 были записаны в Англии, а треки 1, 3, 4, 6, 7, 9, 12, 13, 15, 16 и 19 были записаны в Индии.

## Участники записи

### Англия (декабрь 1967)
- Джон Бэрхем — фортепиано и флюгельгорн
- Колин Мэнли — гитара
- Тони Эштон — клавишные и орган
- Филлип Роджерс — бас-гитара
- Рой Дайк — ударные
- Томми Рейлли — гармоника
- Эдди Клэйтон (Эрик Клэптон) — гитара
- Ричи Снэр (Ринго Старр) — ударные
- Питер Торк — банджо

### Индия (январь 1968)
- Ашиш Хан — сарод
- Махапуруш Мишра — табла и пакавадж
- Шарад Джадев — шехнай
- Хануман Джадев — шехнай
- Шамбху Дас — ситар
- Индрил Бхаттачарья — ситар
- Шанкар Гхош — табла
- Чандрашекхар — сурбахар
- Шивкумар Шарма — сантур
- С. Р. Кенкаре — флейта
- Винаяк Вора — тхар-шехнай
- Риджрам Десад — фисгармония и табла-таранг